# Carrousel de Washington
Pour les articles homonymes, voir Carrousel.
 (août 2015).
Si vous disposez d'ouvrages ou d'articles de référence ou si vous connaissez des sites web de qualité traitant du thème abordé ici, merci de compléter l'article en donnant les références utiles à sa vérifiabilité et en les liant à la section « Notes et références ».

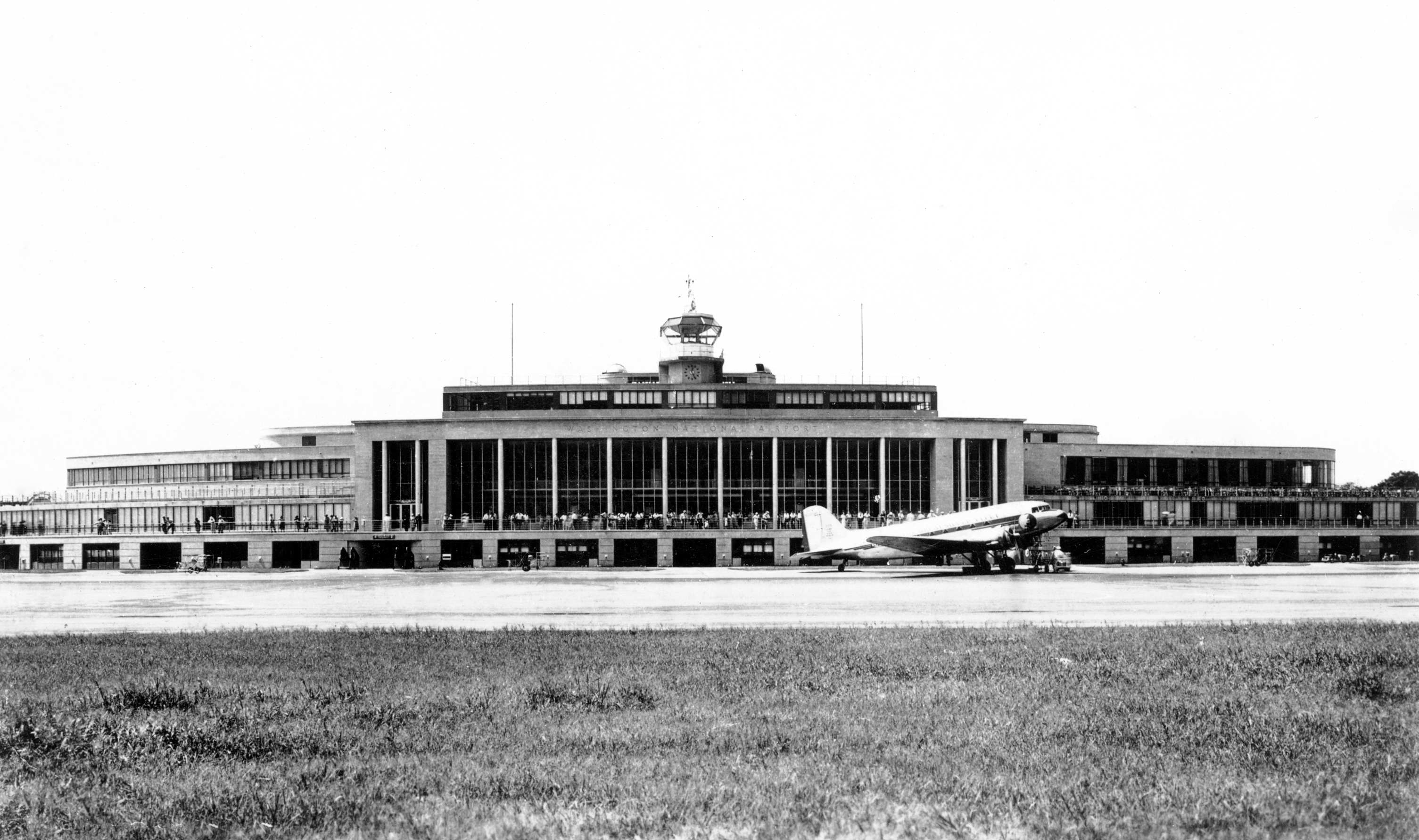
Terminal de l'aéroport national de Washington en 1944.

L'expression Carrousel de Washington désigne un des cas d'ovni ayant fait l'objet d'une enquête officielle et considéré comme célèbre par certains ufologues. Elle a eu lieu la nuit des 19 et 26 juillet 1952 au-dessus de Washington, D.C.

## Les faits
L'observation de Washington a eu lieu les nuits des 19 et 26 juillet 1952 au-dessus de Washington, D.C. À cette époque, les États-Unis font face à une série d'observations d'ovnis depuis avril 1952 et l'équipe du projet Blue Book voit des témoignages affluer de tout le pays. Le pic d'observations a lieu en juillet.
Le 19 juillet 1952 dans la soirée, cinq lueurs sont vues au-dessus de la ville par de nombreux habitants. Les contrôleurs aériens de l'aéroport national de Washington repèrent à 23 h 40 sept à dix échos radar sur leurs écrans. Toutefois, le radar de la base d'Andrew est incapable de détecter ces lumières. Le 20 juillet 1952, un pilote de Capital Airlines ayant décollé de l'aéroport national, rapporte avoir vu plusieurs lumières entre Washington D.C. et Martinburg (Virginie de l'Ouest). 
Les observations reprennent dans la nuit du 26 au 27 juillet ainsi que celle du 2 au 3 août.
Une photo devenue célèbre montre le Capitole survolé par une dizaine de boules lumineuses, mais il s'avère que ces lumières ne sont que le reflet, sur l'objectif, des lampadaires du Capitole. Cependant une vidéo montre aussi des lumières se déplaçant horizontalement. Cette vidéo montre le même nombre de lumières que dans la photo et elles sont disposées de la même façon dans la photo et dans la vidéo. Donc cela démontrerait que la photo est un extrait de la vidéo, où les lumières sont localisées dans l'espace et non sur une vitre.

## Explication
Le 29 juillet, une conférence de presse est organisée au Pentagone, à laquelle participe, entre autres, Edward J. Ruppelt, chef du projet Blue Book. L'origine du phénomène serait une « inversion de température » dans le ciel de Washington provoquée par le conflit entre une couche d'air, chaude, prise en tenaille entre deux couches d'air plus froides. Cela aurait eu pour effet de provoquer un mirage, en réfléchissant des ondes radar et en réfractant des rayons lumineux venus du sol. Les spécialistes du radar expliquent que ce phénomène est à l'origine de faux échos radar. 
Les observations radar du 29 juillet 1952 sont expliquées lors de la conférence de presse du général major John A. Samford : elles seraient le résultat de plusieurs facteurs combinés : inversion de température, effondrement du taux d'humidité ainsi que des conditions atmosphériques courbant les ondes radar de manière telle que les cibles au sol, non visibles autrement, deviennent visibles, de manière aléatoire d'une antenne radar à une autre, nous donnant l'illusion que ces cibles sont mouvantes. Il n'existe pas de photos ou film d'écran radar.